# Schloss Seeburg (Hassegau)

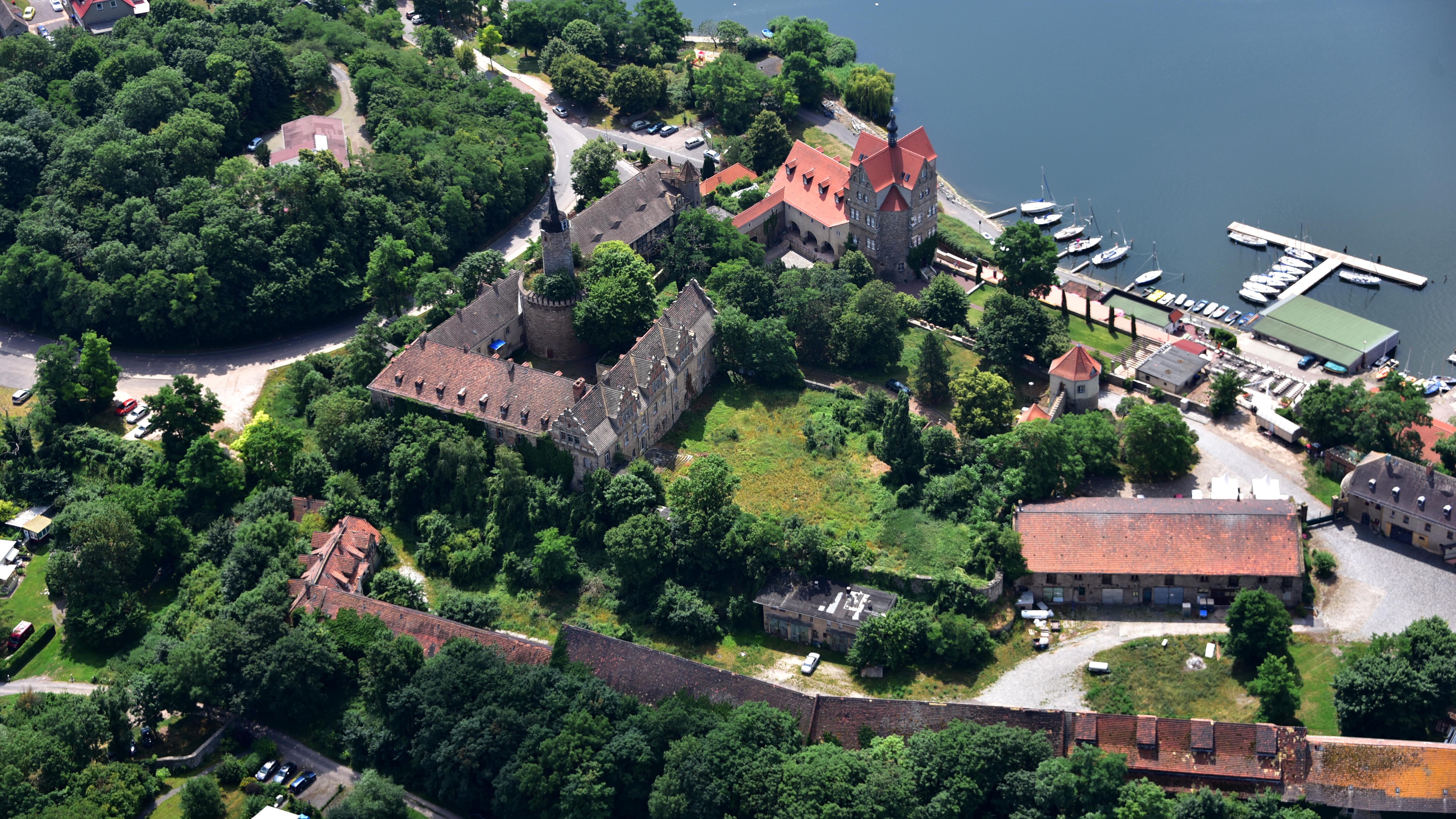
Schloss Seeburg (Luftaufnahme 2017)

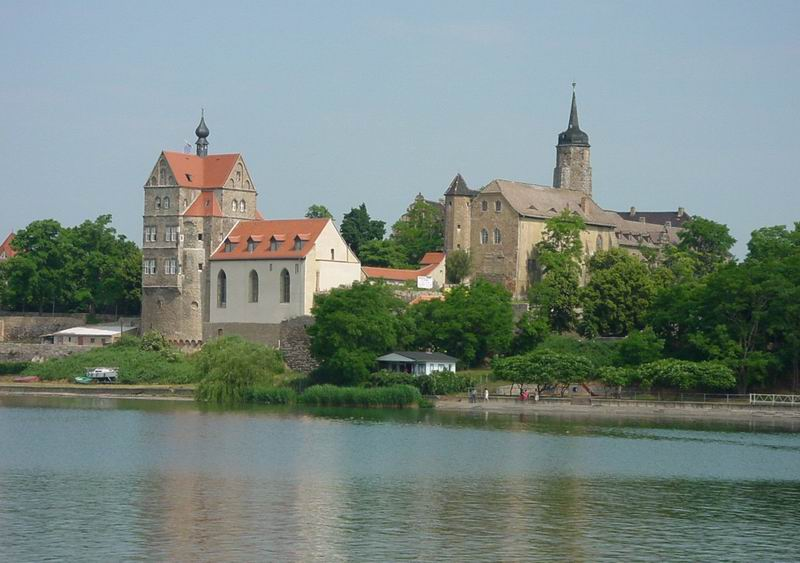
Ansicht des Schlosses Seeburg über den Süßen See

Schloss Seeburg ist ein Renaissance-Schloss in Seeburg im Landkreis Mansfeld-Südharz, Sachsen-Anhalt. Die Anlage geht auf eine Burg zurück, die zu den sogenannten Burgen des Hersfelder Zehntverzeichnisses gehörte; sie war Sitz der gleichnamigen Grafenfamilie.

## Geschichte

### Forschungsgeschichte

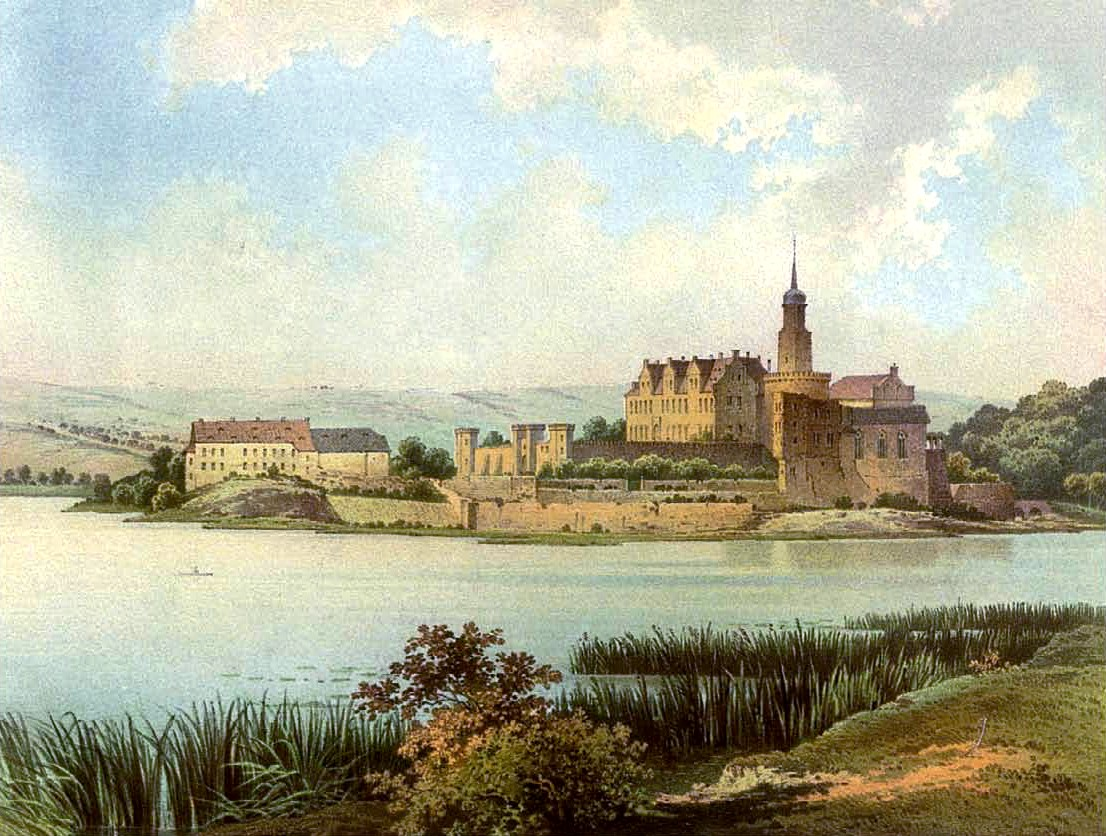
Schloss Seeburg um 1860, Sammlung Alexander Duncker

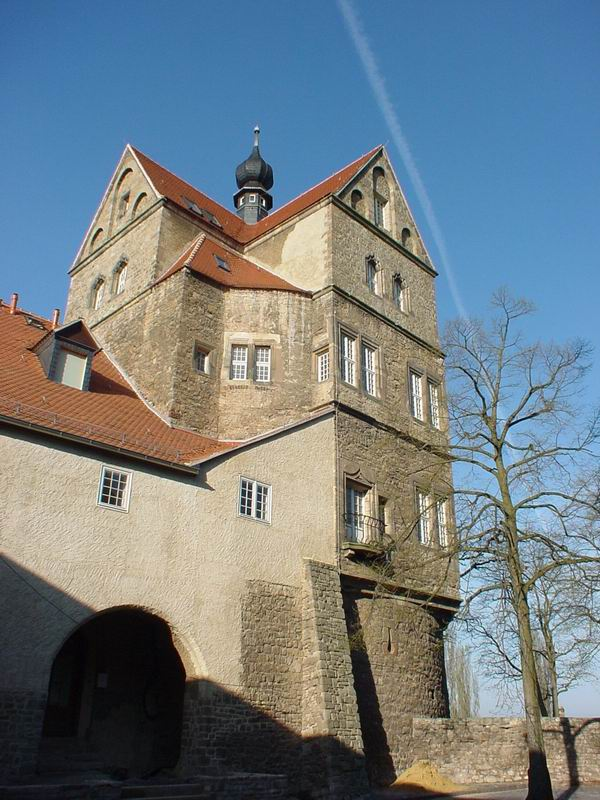
Schloss Seeburg mit Witwenturm vom unteren Vorhof aus

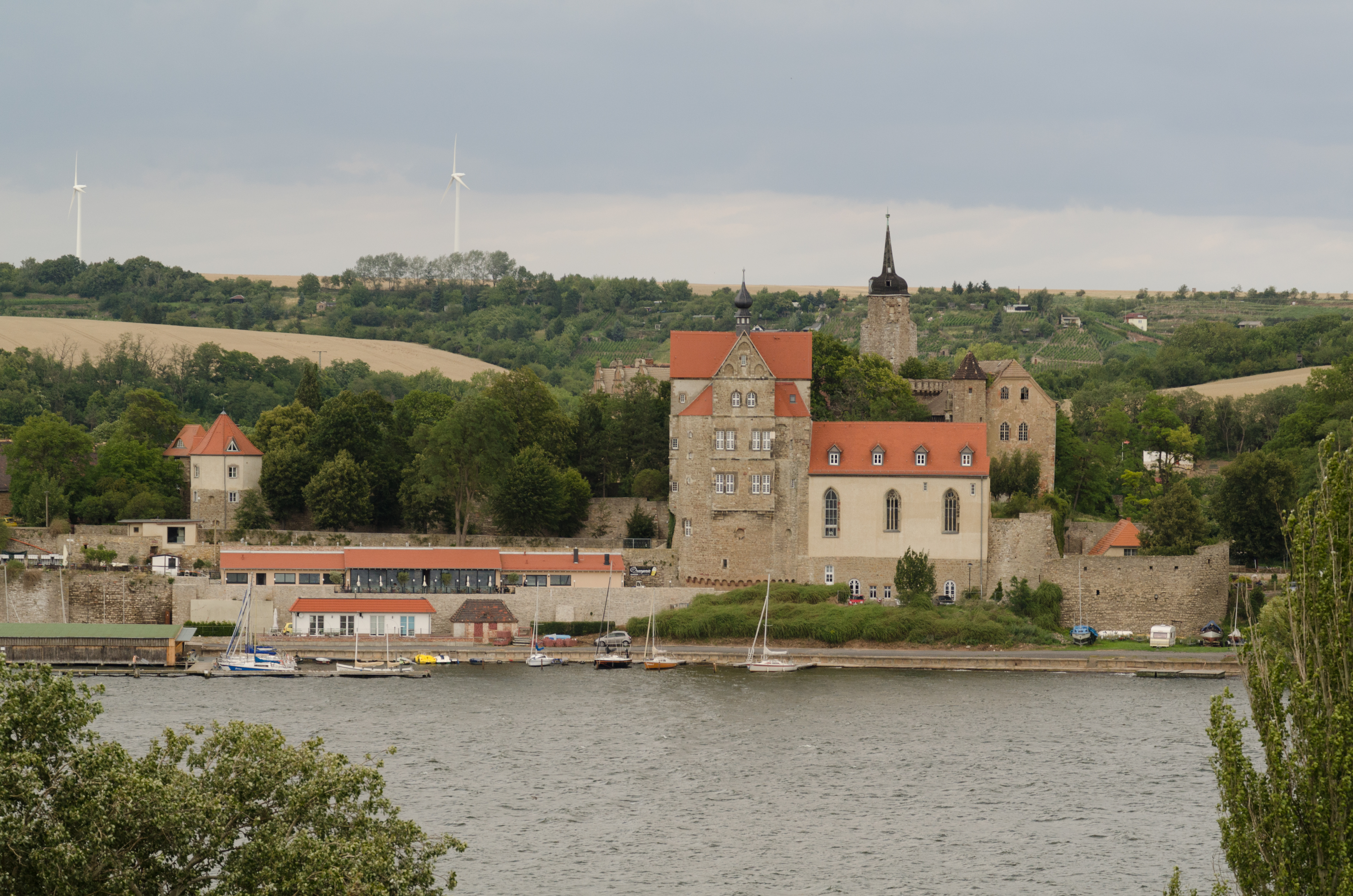
Blick über den Süßen See, links das neu ausgebaute Schlosscafé

Die Burg Seeburg am Süßen See wurde lange Zeit mit einer in den 740er Jahren mehrfach in den Schriftquellen genannten Hoohseoburg (Hocseburg, Ocsioburg u. ä.) gleichgesetzt. Karlmann, der Sohn Karl Martells, unternahm 743 einen Kriegszug in das heutige Ostfalen. Dabei eroberte er auch die Hoohseoburg, eine wichtige Burganlage des sächsischen Großen Theoderich, und nahm diesen gefangen. Theoderich musste sich zur Unterwerfung und Tributzahlung an das Frankenreich verpflichten. Doch schon ein Jahr danach, 744, kam es zum Aufstand. Theoderich wurde besiegt und als Gefangener ins Frankenreich mitgenommen. Die Burg wurde vermutlich nach der Eroberung zerstört.
Damit erschien auch das Zurückreichen aller anderen Burgen des Hersfelder Zehntverzeichnisses ins 8. Jahrhundert als gesichert. Dies fand mit der Annahme des Mittelalterhistorikers Walter Schlesinger, dieser Zehnt sei mit dem 780 an das Kloster Hersfeld geschenkten Zehnt der Freien im Hochseegau zu identifizieren, eine scheinbar unabhängige Stütze. Schlesinger selbst nahm spätestens 1964 von einigen seiner 1941 geäußerten Theorien Abstand, so z. B. von der Benennung des Hassegaus als Hochseegau. Das Fehlen jeglicher archäologischer Funde des 8. Jahrhunderts sowie die auffällige Entfernung zu den übrigen, im Kontext der fränkischen Auseinandersetzungen mit den Sachsen stehenden Orten, führten jedoch schon seit längerem zu Diskussionen, ob diese Gleichsetzung berechtigt ist und zu weiteren Lokalisierungsvorschlägen.
Im Zusammenhang mit archäologischen Ausgrabungen der Hünenburg auf dem Heeseberg bei Watenstedt, bereits 1927 ebenfalls für die Lokalisierung der Hoohseoburg vorgeschlagen, wurden Funde und Befunde des 8. Jahrhunderts festgestellt. Mit weitaus größerer Wahrscheinlichkeit ist die Hoohseoburg daher mit dieser im Kernland der Sachsen gelegenen Burg und nicht mit der Seeburg am Süßen See zu identifizieren.

### Erste Erwähnung

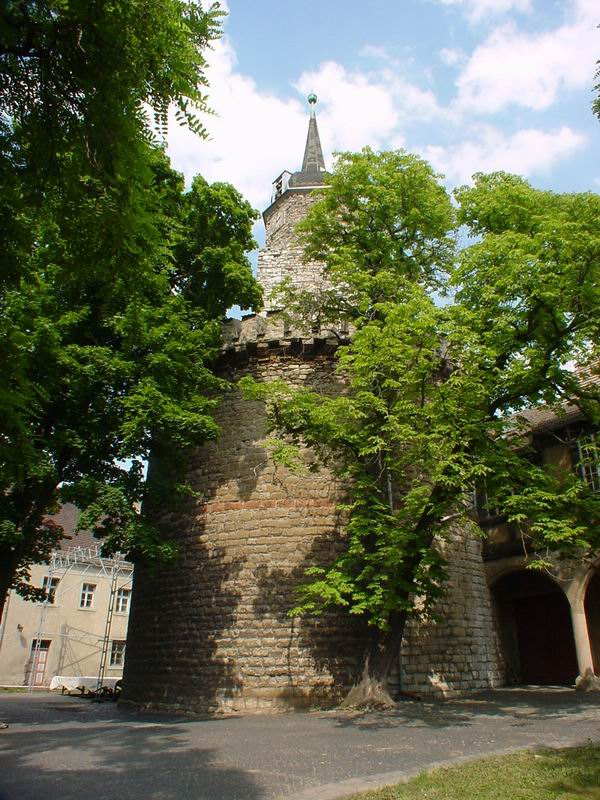
Bergfried

Die ältesten sicheren Nachrichten über die Geschichte der Burg sind im Hersfelder Zehntverzeichnis überliefert. Hier wurde die Seeburg am Ende des 9. Jahrhunderts erwähnt. 1036 wurde ein Graf von Seeburg erwähnt. Es handelte sich hierbei um Christin, Graf von Seeburg (um 1016- vor 1067). Er war der Sohn Gebhard I. von Querfurt, eines bedeutenden Dynasten der Region. Christin führt als erster des Geschlechts den Grafentitel. Das ist möglicherweise auf seine Heirat mit der bayrischen Gräfin von Gleiß zurückzuführen. Christin wird mit dem Bau der steinernen Burg am Westende der alten Volksburg begonnen haben. Der gewaltige Bergfried mit einer Mauerstärke von fast sechs Metern entstand unter seinem Sohn Wichmann I. von Seeburg um 1080 (H. Wäscher). Weitere Steinbauten, wie der Palas, eine Kapelle und eine erste Ringmauer sind sicher auch seinem Wirken zuzuschreiben.
Der Enkel Wichmanns I., Wichmann II. von Seeburg (um 1116–1192), war die bedeutendste Persönlichkeit der Familie. Er wurde 1152 zum Erzbischof von Magdeburg gewählt. An den Kämpfen Albrechts des Bären gegen die Slawen in Brandenburg und den Kämpfen gegen Heinrich dem Löwen war er maßgeblich beteiligt. Nach dem Erzbischof von Köln galt er als der einflussreichste Fürst im Reich.

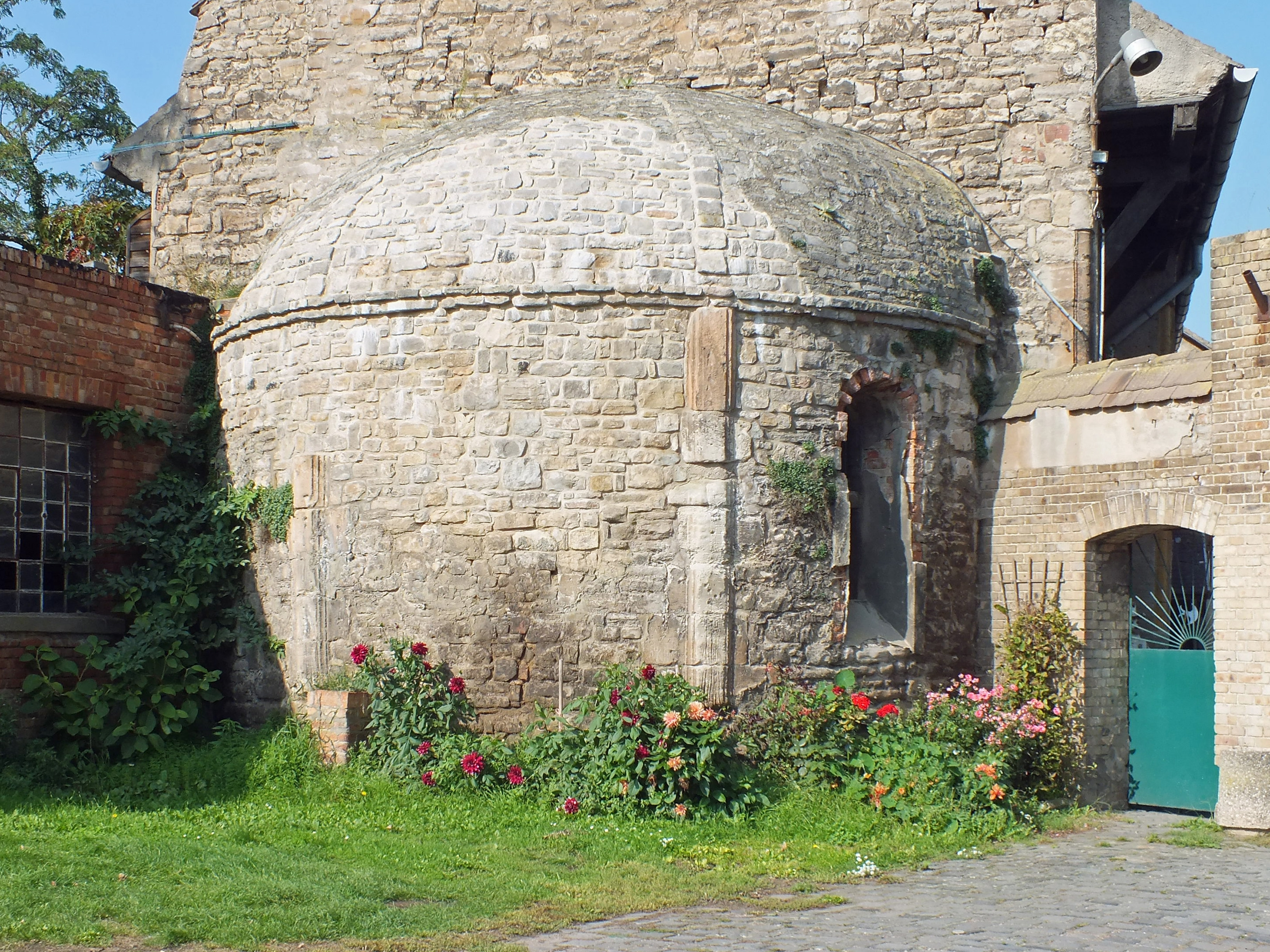
Apsis der Kirche des Kollegialstifts Wichmanns II.

Unter seiner Herrschaft wurde die Burg Seeburg bedeutend erweitert. Die 1. Zwingermauer mit Flankierungstürmen und das „Blaue Haus“, der erzbischöfliche Palast, und das Portenhaus wurden errichtet. 1172 gründete Wichmann an der westlichen Spitze der Halbinsel ein Kollegialstift. Hier wurden eine neue Kirche und die entsprechenden Wohngebäude gebaut. An der Südostecke der Anlage entstand ein neuer Zugang mit dem gesonderten unteren Vorhof.

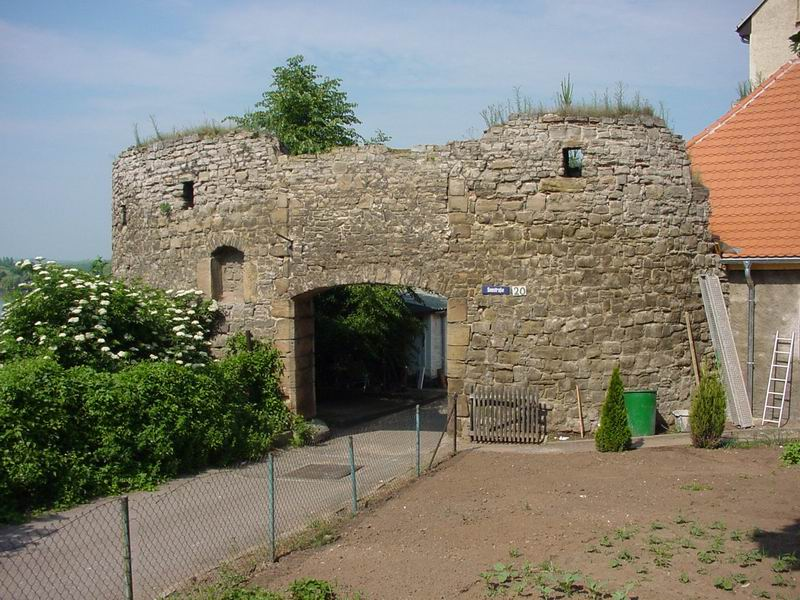
Torburg aus dem 15. Jahrhundert

In den Jahren 1182 bis 1184 schenkte Wichmann die Burg dem Erzstift Magdeburg. Sein Bruder Konrad I. war 1182 gestorben und dessen Sohn Konrad II. von Seeburg für den geistlichen Stand bestimmt. Konrad II. wurde Propst des Chorherrenstiftes in Seeburg.
1287 kaufte Burchard IV. aus dem aufstrebenden Geschlecht der Grafen von Mansfeld die Herrschaft Seeburg. Unter den Grafen wurde die Burg im 15. Jh. zum bedeutendsten spätgotischen Bau der Grafschaft. In der 2. Hälfte des 15. Jh. erbaute man die zweite Zwingermauer mit Flankierungstürmen und einer Torburg. Der untere Teil des Witwenturmes entstand in dieser Zeit als starker Batterieturm.

### 16. bis 19. Jahrhundert

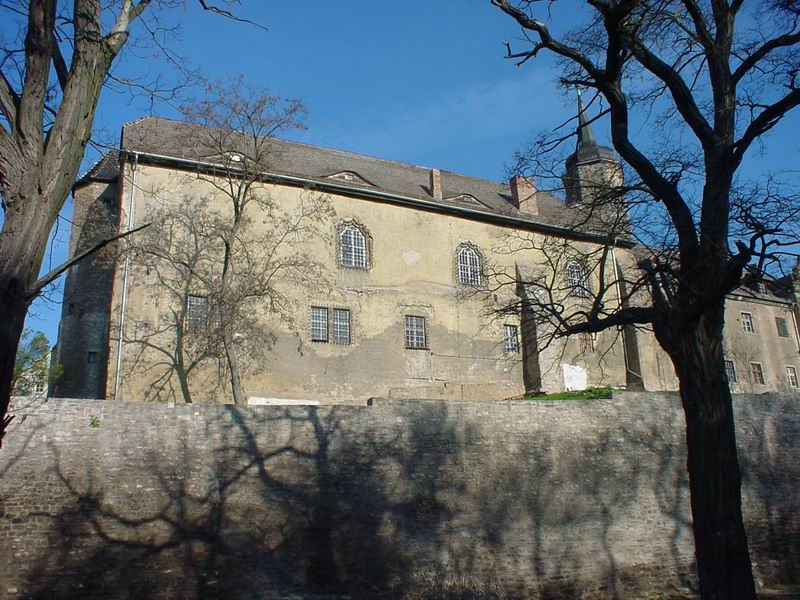
Mansfeldischer Schlossbau

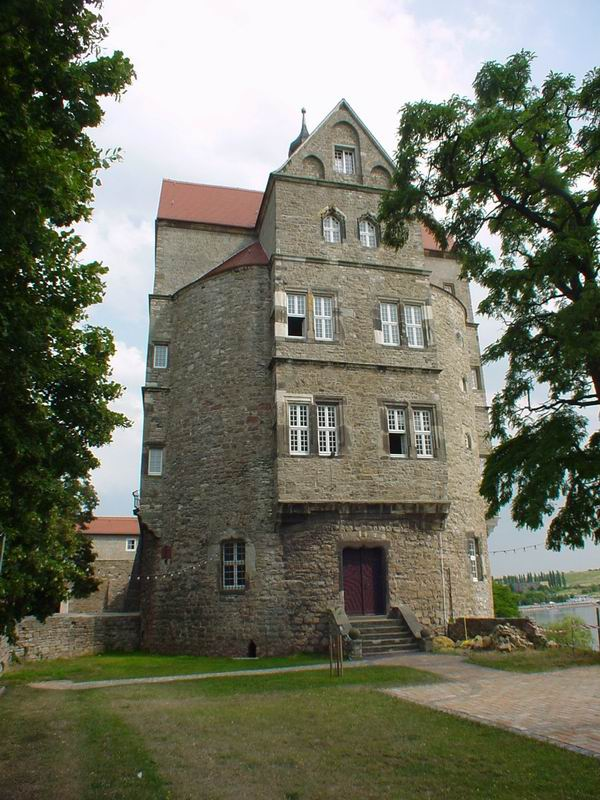
Witwenturm

1501 gelangte die Burg bei einer der vielen Erbteilungen an den Grafen Gebhard VII. von Mansfeld-Mittelort. Er war wie das gesamte mansfeldische Grafenhaus von einer regelrechten Bauwut erfasst und ließ die Burg zu einem repräsentativen Wohnschloss umgestalten. 1515–1518 wurde der Palas in der Kernburg aufgestockt um einen 9,5 × 30 m² großen Festsaal zu schaffen. Der Witwenturm erhielt den mehrstöckigen Wohnaufbau. Nicht zuletzt wegen der ausufernden Bautätigkeit gerieten die Grafen in finanzielle Schwierigkeiten. 1570 kam es deshalb zur Sequestration der Grafschaft. 1575 mussten sie das seit 1561 an die Buchners verpfändete Schloss und Amt Seeburg an Kuno Hahn aus dem  Mecklenburger uradeligen Geschlecht Hahn verkaufen. Ende des 16. Jh. trug man den Bergfried teilweise ab und stockte ihn mit dem heute vorhandenen Aufbau auf. 1665 wurde das „Neue Haus“ an der Nord- und Westseite der Kernburg im barocken Stil erbaut.
1780 erlosch der Seeburger Zweig der Familie Hahn und die Erben von Geusau verkauften später den Besitz an den Grafen von Ingenheim. Im 19. Jahrhundert wurde eine neue Straße durch den unteren Vorhof gelegt. Das Blaue Gebäude riss man zu diesem Zweck ab. Die Gebäude der Vorburg legte man nieder und verfüllte den Graben zwischen Vor- und Kernburg.
1880 verkauften die Ingenheims das bereits deutlich heruntergekommene Schloss an die Familie Wendenburg. Nach 1910 ging man daran, die Burg im Stil der Zeit wieder herzurichten. Erich Wendenburg ließ nach den Entwürfen des Architekten Paul Schultze-Naumburg 1923 umfassende Baumaßnahmen durchführen.

### 20. Jahrhundert

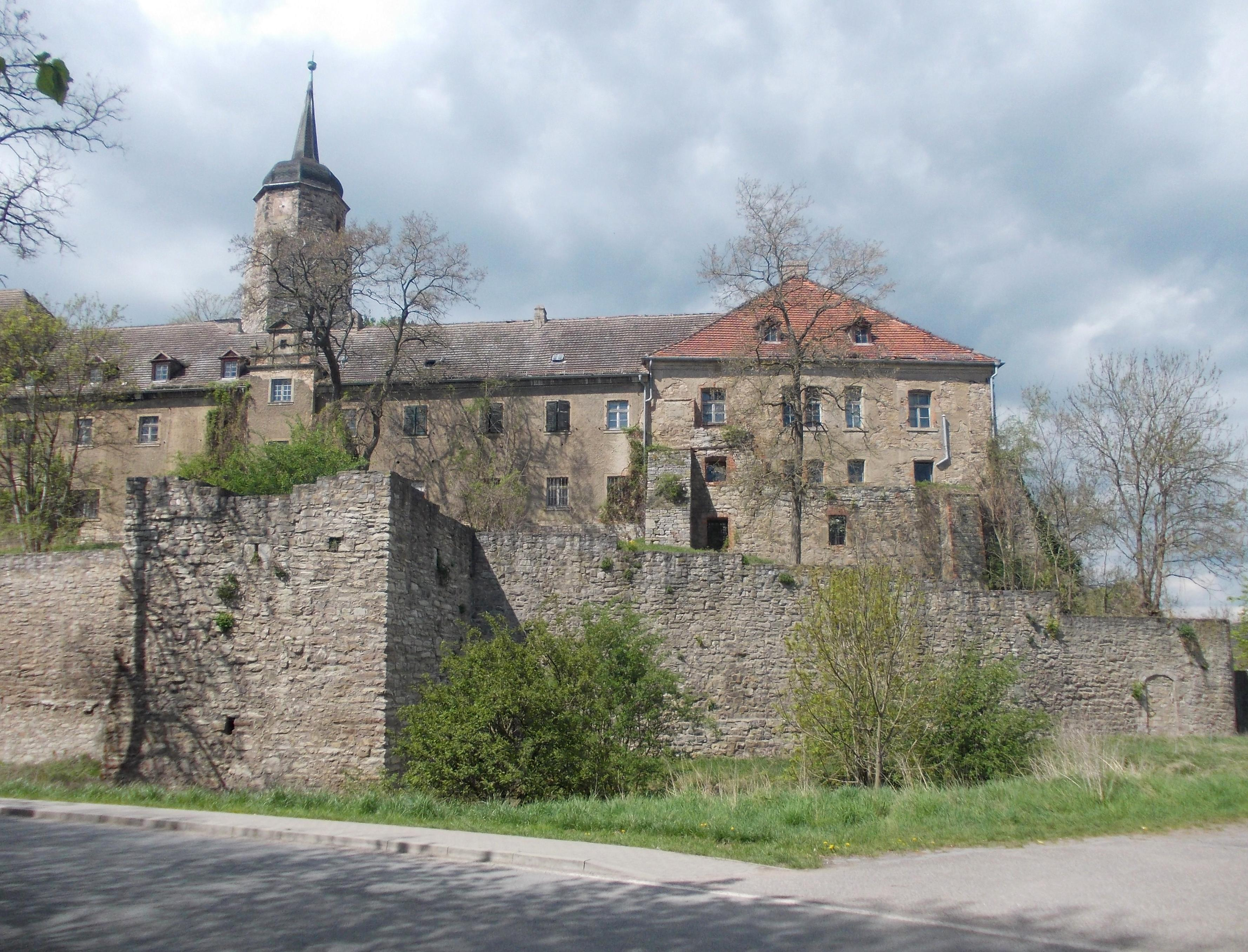
Oberes Schloss

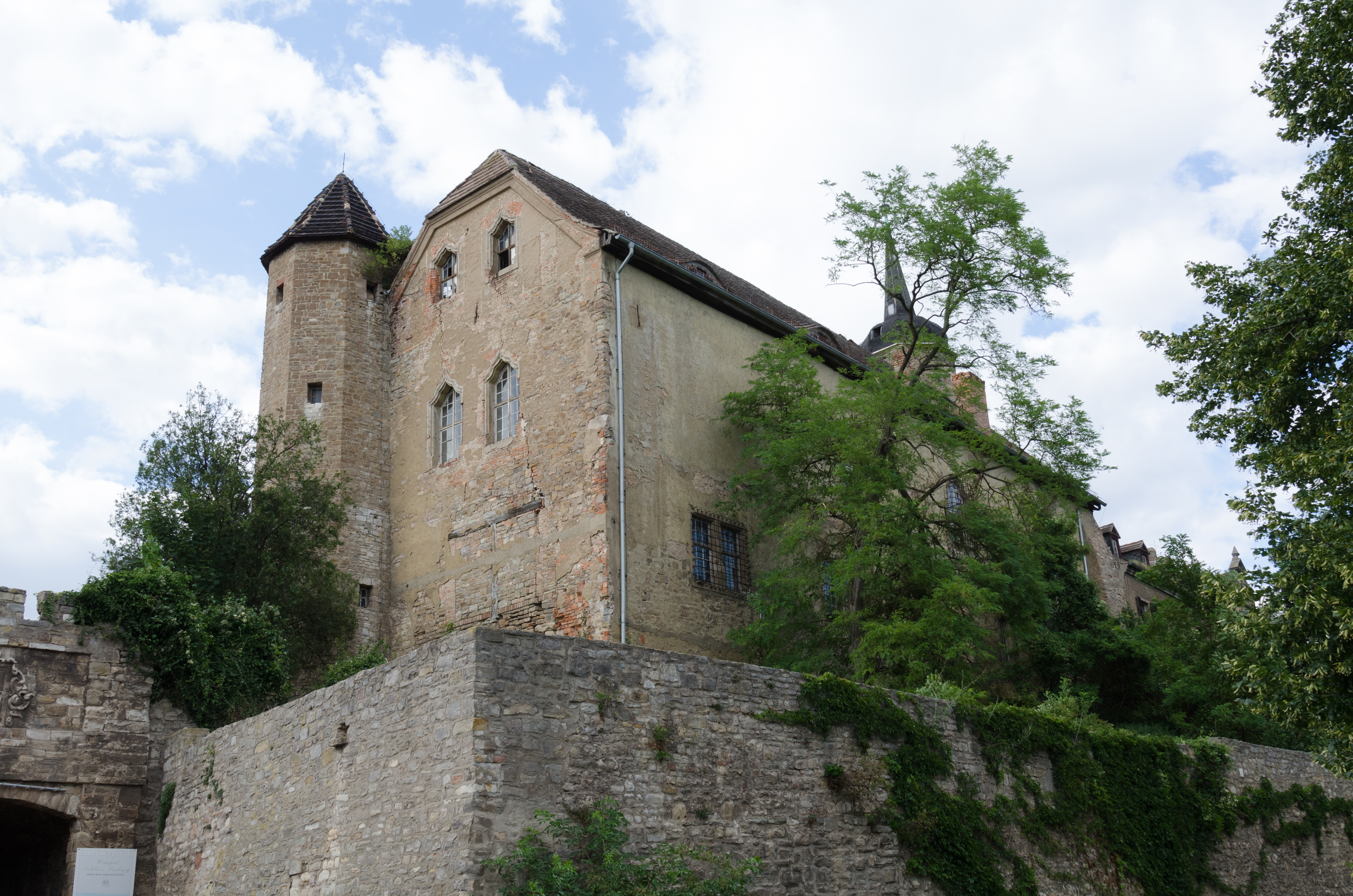

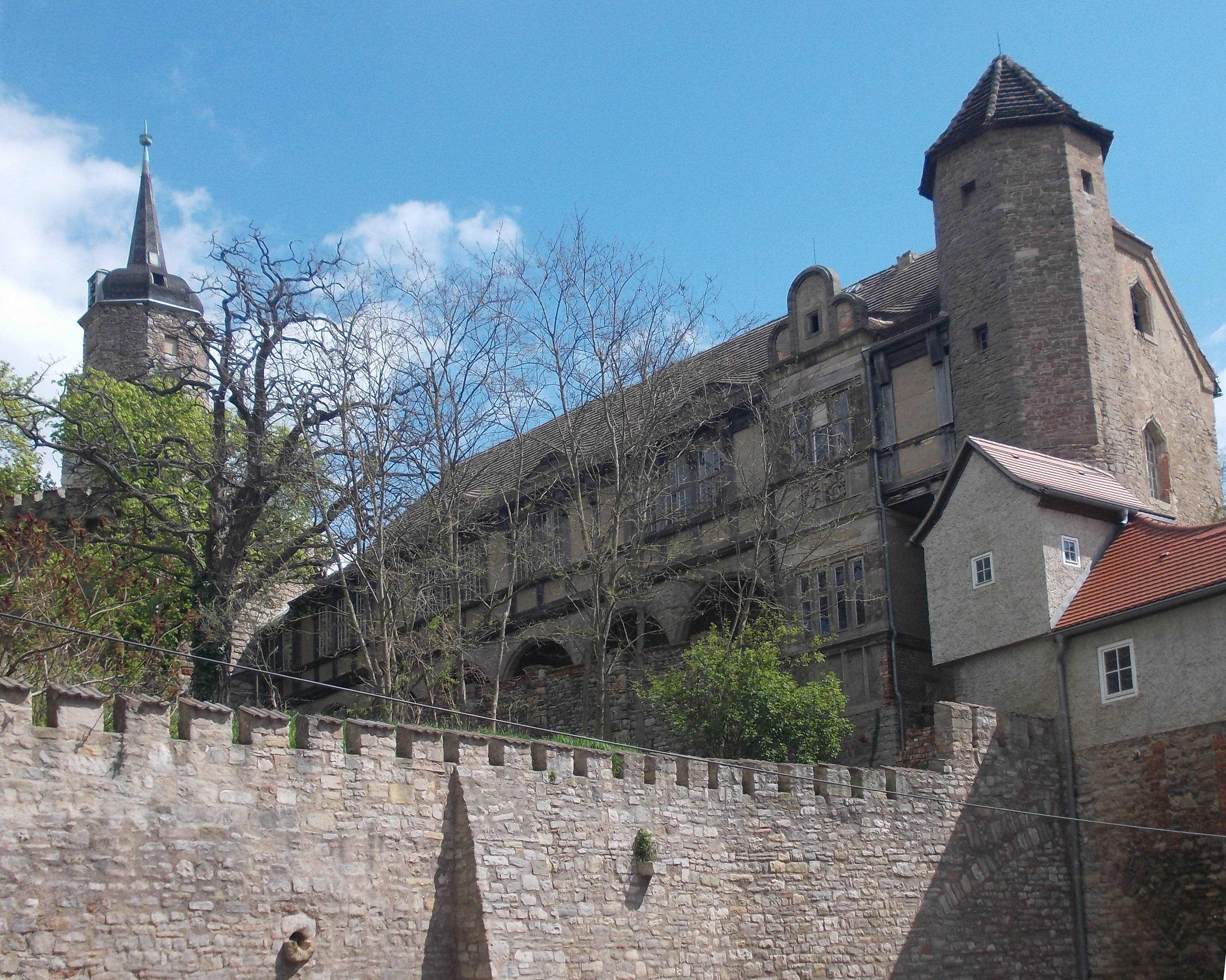

Im Oktober 1933 wurde in einigen Räumen des Schlosses eine nationalsozialistische Gauführerschule für den Gau Halle-Merseburg eingerichtet. Die Besitzerfamilie Wendenburg wurde 1945 im Zuge der Bodenreform von der sowjetischen Besatzungsmacht enteignet und musste fliehen, um der Gefangensetzung zu entgehen. Ein Teil des Schlosses wurde Berufsschule und im Witwenturm wurde eine Jugendherberge eingerichtet.
Nach der Wende hat die Bundesrepublik Deutschland den Grundbesitz der Familie – wie allen anderen, die zwischen 1945 und 1949 enteignet wurden – nicht zurückgegeben, sondern stattdessen an ortsfremde Investoren verkauft.
Seit Ende der 1990er Jahre ist das Schloss in geteiltem Privatbesitz, die Besitzer wechselten mehrfach. Dies führte dazu, dass das Schloss bisher nicht renoviert wurde, leer steht und verfällt. Der Witwenturm und die Schlosskirche sind hingegen saniert und im Besitz der ObstGut LANGELS GbR. Sie werden als Wohnsitz, für Ferienwohnungen, als Standesamt sowie für Konzerte und Veranstaltungen genutzt. Mit dem Neubau der Orangerie an der Seepromenade, in Zusammenarbeit mit der Lokalen Aktionsgruppe (LAG) „Mansfelder Land“, der Gemeinde Seegebiet Mansfelder Land und den Betreibern des Schlosscafé ist nun ein weiterer großer Schritt zur touristischen Nutzung getan, mit dem architektonisch anspruchsvollen Neubau ist ein ganzjähriger Betrieb möglich. Bis Ende 2019 gab es das Weingut Schloss Seeburg, mit seinen Weinbergen in Höhnstedt (Höhnstedter Kelterberg) und Seeburg (Seeburger Himmelshöhe). Damit gehörte die Seeburg zur Weinstraße Mansfelder Seen und zur Saale-Unstrut-Region, und durch die vorhandene Apsis zur Straße der Romanik. Die neuen Besitzer des Schlosses haben dem Weingut gekündigt und es damit zerschlagen.
Das Schloss Seeburg befindet sich direkt an der Schnittstelle zwischen der Straße der Romanik, dem Lutherweg Sachsen-Anhalt, dem Himmelsscheibenweg und der Weinstraße Mansfelder Seen.